# Heldmaschine
Heldmaschine es una banda originaria de Coblenza, Alemania, forma parte del movimiento Neue Deutsche Härte. Es integrada por René Anlauff, Tobias Kaiser, Dejan Dean Stankovic, Marco Schulte y Dirk Oechsle. El grupo surgió como una banda tributo a Rammstein, que continúa siendo una de sus principales influencias musicales. 

## Miembros
- René Anlauff: Voz
- Tobias Kaiser: Guitarra
- Dejan Dean Stankovic: Guitarra (desde 2014)
- Marco Schulte: Bajo eléctrico (desde 2013)
- Dirk Oechsle: Batería

Miembros anteriores:
- Tilmann Carbow: Bajo eléctrico (hasta 2013)
- Andreas Schanowski: Teclado (hasta 2013)
- Marco Vetter: Guitarra

## Historia
«Völkerball» (2008-2013)

Heldmaschine se originó por su primer proyecto en 2008 llamado Völkerball, dicho nombre proviene del álbum en vivo de Rammstein: «Völkerball». La banda se presenta principalmente en Alemania e interpretan las canciones al estilo de Rammstein. En 2012 apareció el primer álbum de la banda titulado «Weichen + Zunder». A causa del gran éxito como una banda de covers, pero también a través del propio álbum, se decidió en 2013 cambiar el nombre de la banda a Heldmaschine. Esto deriva del hecho de que hubo malentendidos acerca de los espectáculos. Völkerball sigue siendo un proyecto paralelo.
«Heldmaschine» (2013-presente)

En mayo de 2013, la banda cambió su nombre a Heldmaschine y las confusiones quedaron excluidas en el futuro. Con el nuevo nombre también se dieron cambios en la formación: Tilmann Carbow y Andreas Schanowski por razones personales dejaron la banda, y en el bajo llegó Marco Schulte, quien es hermano del cantante René Anlauff. Al mismo tiempo la banda estaba trabajando en un nuevo álbum llamado «Propaganda», que fue lanzado el 28 de marzo de 2014. Heldmaschine comenzó a tocar en los principales festivales de música como el Festival de Múnich (abril de 2014) o el Festival de Blackfield (junio de 2014), así como varios conciertos privados en Alemania.
Mientras tanto en el Propaganda Tour 2015 se anunció un nuevo álbum de estudio, «Lügen». Durante el recorrido, dos nuevas canciones fueron interpretadas en vivo («Bestes Stück» y «Collateral»). El 10 de julio de 2015, la canción «Wer einmal lügt» se convirtió en el primer sencillo para el nuevo disco y su vídeo se encuentra en el canal oficial de YouTube, repitiendo con Mark Feuerstake como director. El álbum fue lanzado el 21 de agosto de 2015. El 15 de diciembre lanzó su nuevo video llamado «Maskenschlacht», tema extraído de su más reciente EP, «Collateral» y segundo sencillo de su álbum Lügen (el EP «Collateral» fue lanzado el 20 de noviembre de 2015). El video estuvo a cargo del director Eddie Bragard, mientras que la edición fue un trabajo de Simone Reifegerste. Para deleite de sus fanes mexicanos y rusos, el cantante de la banda, René Anlauff decidió incluir pequeños pedazos en los coros del final en español y ruso, respectivamente.

## Discografía

### Álbumes
- Weichen + Zunder (6 de abril de 2012 MP Records)
- Propaganda (28 de marzo de 2014 MP Records)
- Lügen (21 de agosto de 2015)
- Himmelskörper (4 de noviembre de 2016)
- Im Fadenkreuz (26 de septiembre de 2019)
- Flächenbrand (29 de septiembre de 2023)
- Eiszeit (14 de marzo de 2025)

### Álbumes en vivo
- Live + Laut (26 de enero de 2018, MP Records)

### Sencillos
- Gammelfleisch (9 de diciembre de 2011) - Solo digital
- Radioaktiv (26 de julio de 2012) - Solo digital
- Radioaktiv - Remixed (12 de abril de 2013)
- Weiter! (25 de octubre de 2013) - Solo digital
- Propaganda (7 de febrero de 2014) - Solo digital
- Wer einmal lügt (10 de julio de 2015) - Solo digital
- Collateral (20 de noviembre de 2015) - Solo digital
- Sexschuss (17 de septiembre de 2016) - Solo digital
- Volles Brett (7 de febrero de 2019) - Limitado a 500 copias
- Gottverdammter mensh 3 de noviembre de 2019

### Videografía
- Radioaktiv (25 de agosto de 2012)
- Doktor (20 de octubre de 2013)
- Weiter! (24 de noviembre de 2013)
- Propaganda (7 de febrero de 2014)
- Wer einmal lügt (10 de julio de 2015)
- Maskenschlacht (9 de diciembre de 2015)
- Sexschuss (16 de septiembre de 2016)
- Die Braut das Meer (7 de abril de 2017)
- Gottverdammnter  mensh (3 de noviembre de 2019)